# Świerznica (województwo zachodniopomorskie)
Świerznica (niem. Zwirnitz) – wieś w Polsce położona w województwie zachodniopomorskim, w powiecie świdwińskim, w gminie Rąbino.
Przy południowej części wsi płynie rzeka Świerznica.